# ТЭЦ-ПВС Карагандинского металлургического комбината
ТЭЦ-ПВС Караганди́нского металлургического комбината (каз. Қарағанды металлургия комбинатының жылу электр орталығы — бу-ауа үрлейтін станциясы), также ТЭЦ Карагандинского металлургического комбината (завода) — электростанция местного (промышленного) значения. Расположена в городе Темиртау Карагандинской области. ТЭЦ является генерирующим предприятием компании «Qarmet». Выработанная станцией электроэнергия идёт на покрытие электрических нагрузок предприятий компании. Одна из трёх электростанций Темиртауского энергоузла. Входит в Северную зону (МЭС) Единой Энергетической Системы Казахстана.

## История
Мощностей Карагандинской ГРЭС-1, построенной в 1942 году, не хватало для покрытия возросших тепловых и электрических нагрузок Казахского металлургического завода и города. 7 декабря 1955 года было начато строительство новой электростанции, а первый промышленный ток потребителям она выдала в 1959-м. В период с 1960 по 1972 годы на ТЭЦ-ПВС шло наращивание мощностей, и в том же году электростанция была введена в полную эксплуатацию.

## Основные данные
Ныне электростанция, наряду с ТЭЦ-2, является одним из двух генерирующих предприятий АО «Qarmet». Входит в состав Стального департамента компании, обеспечивает цеха электрической и тепловой энергией, доменным дутьём, химически очищенной водой. Снабжение технической водой обеспечивает Самаркандское водохранилище, ранее — канал Иртыш — Караганда. На предприятии работает 321 специалист.
Основные производственные показатели ТЭЦ на 2014 год
- Установленная электрическая мощность — 192 МВт
- Располагаемая электрическая мощность — 87 МВт
- Выработка электроэнергии — 760 млн кВт·ч

Основной вид топлива, использующийся на станции — пылевидный уголь карагандинского бассейна в смеси с коксовым газом и мазутом.
Высота главной дымовой трубы электростанции составляет 250 метров.

### Оборудование
Часть оборудования электростанции выработала свой парковый ресурс. В критическом состоянии находятся основные производственные здания и сооружения, построенные более 50 лет назад.
В 2008 году был списан турбогенератор № 6 типа Р-12-90 мощностью 12 МВт.

## Перспективы
Дефицит электроэнергии (порядка 300 МВт) в Карагандинской области требует строительства новых и расширения действующих мощностей. На ТЭЦ-ПВС планируется построить два дополнительных котла.
В ноябре 2015-го в СМИ появилось сообщение об инвестировании британской энергетической компании IPC 3,1 млрд долларов в строительство четырёх газотурбинных станций в Казахстане, в том числе двух в городах Караганда и Темиртау, номинальной мощностью 400 МВт каждая.
АО «ЗиО» в 2019 году начало проектирование оборудования для замены котла станционного № 1.